# M1917左輪手槍
M1917左輪手槍（M1917 Revolver），官方正式名稱為M1917 .45英吋美國左輪手槍（英語：United States Revolver, Caliber .45, M1917）是一款美國軍用型六發式左輪手槍，主要發射.45 ACP口徑手枪子彈。
它在1917年於第一次世界大战期間被美国陆军所採用，以補充制式的M1911 .45 ACP半自動手槍的空缺。此後，它主要於二線和非部署的部隊之中所使用。M1917亦具有兩種版本，一個來自柯爾特，而另一個來自史密斯&威森。

## 歷史

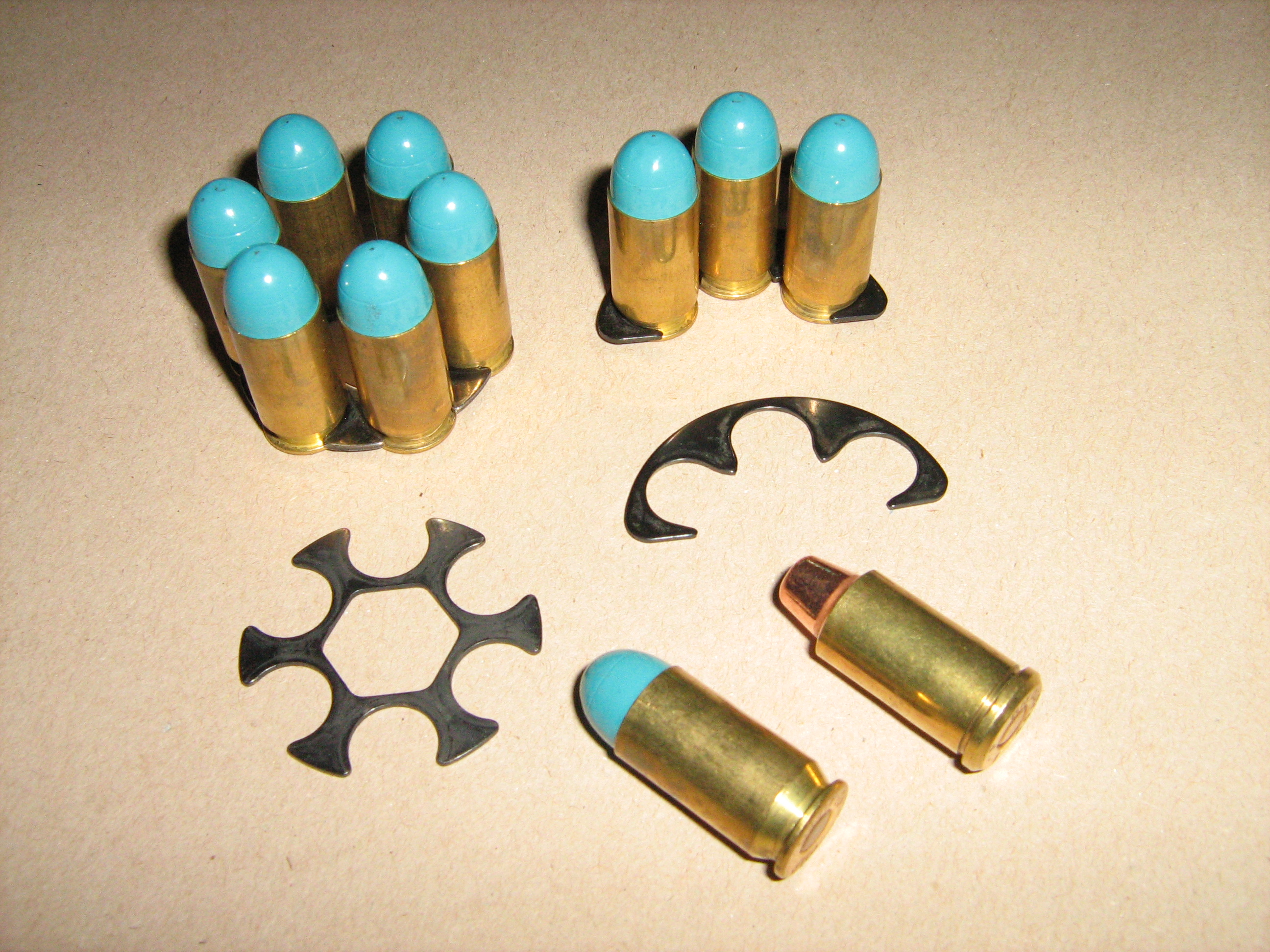
裝填了.45 ACP子彈的月型夾和月型夾，以及一發斷尖錐型.45 Auto Rim子彈

美國民間武器公司柯爾特和雷明登-UMC以及其他公司根據合同為美国陆军生產M1911手枪，但是即使有額外的生產公司，仍然存在著M1911手槍數量上的短缺。這時臨時的解決辦法是要求兩大美國左輪手槍的生產商，柯爾特和史密斯威森生產出適應標準的.45 ACP口徑手枪子彈的重型底把民用型左輪手槍。兩家公司的左輪手槍使用月形夾以抽離無緣底板式.45 ACP子彈。史密斯威森發明並獲得半月夾的專利，但在陸軍的要求下，讓柯爾特在他們自己的M1917左輪手槍版本上也可免費使用該半月夾的設計。

### 柯爾特M1917左輪手槍

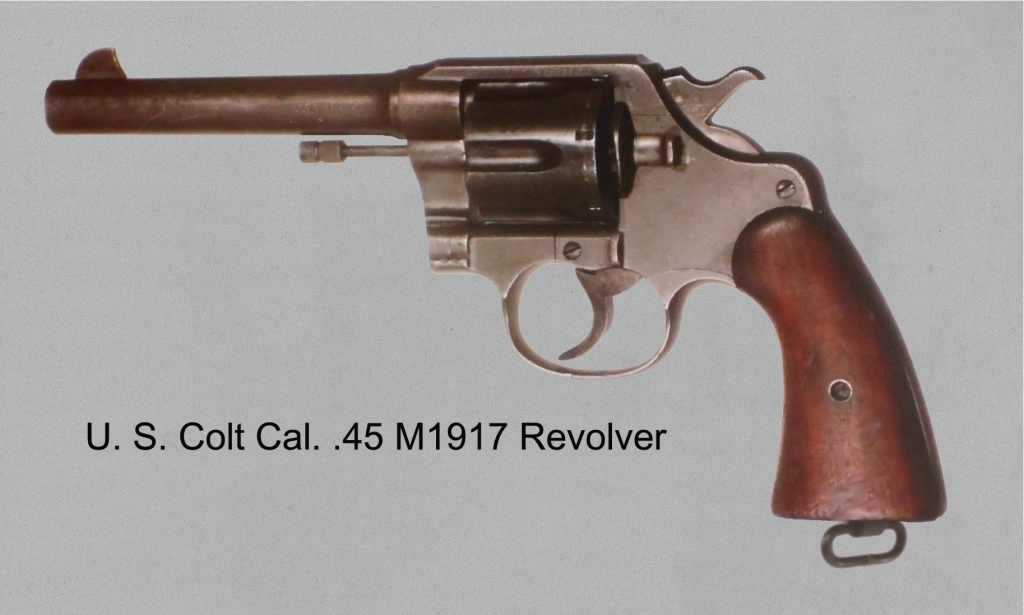
柯爾特M1917左輪手槍

柯爾特直到M1917以前為美國陸軍生產的左輪手槍名為M1909，一個重型底把、.45口徑、.45長柯爾特口徑版本的新制式型號，以補充和取代一系列1890年代時期美菲战争期間證明其制止力不足的.38長柯爾特口徑的柯爾特及史密斯威森左輪手槍。柯爾特M1917左輪手槍基本上與M1909相同，只是修改弹巢膛徑以適應.45 ACP子彈，並可使用半月夾以保持無緣底板式子彈於彈巢內的位置。早期型柯爾特生產的左輪手槍，在沒有半月夾以下企圖發射.45 ACP子彈的話很不可靠，充其量，因為子彈會在彈巢內前後滑動、不易定位，因而遠離擊針。後來生產的柯爾特M1917左輪手槍已經能夠在彈巢膛室部進行殼頭間隙加工，就像史密斯威森M1917左輪手槍的從一開始就具有。較新型的柯爾特所生產的可以在沒有半月夾以下發射，但空彈殼卻不得不使用一些設備，例如清潔棒或鉛筆來彈出，因為彈巢抽殼鈎和拋殼頂桿將越過無緣底板式子彈的底緣。

### 史密斯威森M1917左輪手槍

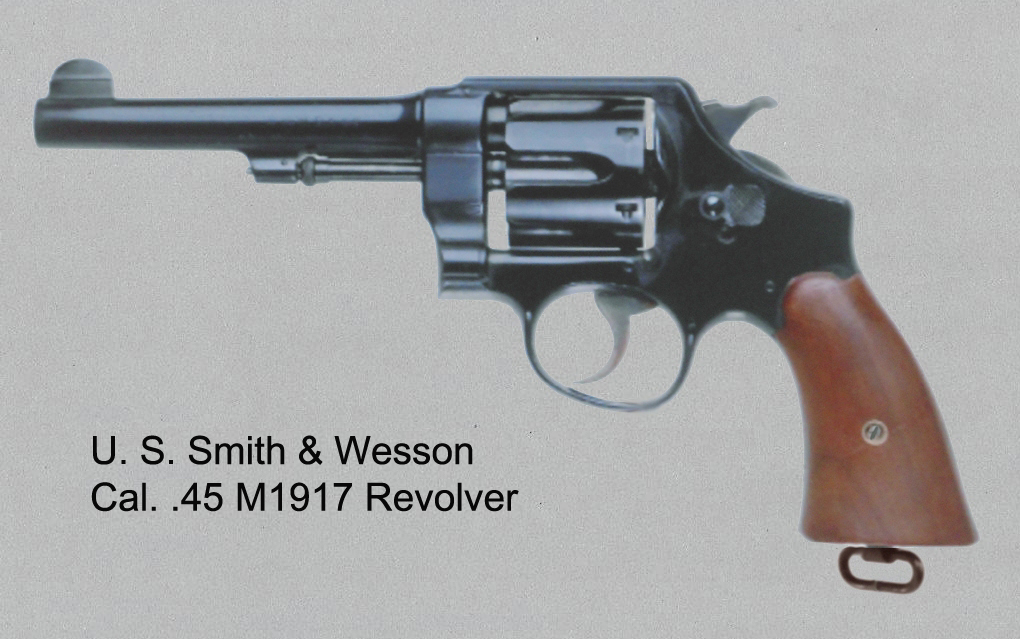
史密斯威森M1917左輪手槍

史密斯威森M1917基本上是該公司的第二把.44口徑手動拋殼型左輪手槍，只是發射.45 ACP口徑手槍子彈，採用縮短型彈巢並作出可使用半月夾的修改，並在底把的底部設有掛繩環。史密斯威森當時最近（約1915年至1916年）生產的手動拋殼型左輪手槍，是為英國軍隊生產.455韋伯利口徑左輪手槍，使用他們的重型.44口徑底把並且修改為.455韋伯利口徑，以解決由於英國標準發配的韋伯利Mk VI中折型左輪手槍的生產設施短缺的問題。
史密斯威森的M1917與柯爾特的M1917之間的區別就是在史密斯威森M1917的彈巢內具有加工成針對彈頭肩的機械加工，讓殼頭間隙與無緣底板式.45 ACP口徑手槍子彈的彈殼口相吻合（就像自動手槍）。史密斯威森M1917左輪手槍因而可在不使用半月夾以下使用，雖然空彈殼都必須以人手方式通過彈巢面手動戳出，而原因也是星狀抽殼鈎無法與無緣底板式彈殼嚙合。
雖然這些左輪手槍最初是採用烤藍表面處理，在第二次世界大战期間和之後重製的史密斯威森M1917左輪手槍可能已經在軍械重製或是根據與史密斯威森之間的翻新合同而改為磷化處理。

## 以後使用
第一次世界大战結束以後，M1917們開始在民用和警用市場上流行起來。有些是軍需用品。另一些是全新生產的。史密斯威森保持他們的M1917版本在民用和警用的銷售上的生產，直到他們以M1950瞄準型將其取代。
其實許多民間射手不喜歡使用半月夾。在夾上裝彈和退彈是繁瑣而乏味的，但可以省卻一發發裝填膛室的時間。本特夾能夠緩衝撞針撞擊而造成點火問題。由於這些原因，1920年，彼得斯彈藥公司推出了.45 Auto Rim。這個.45 ACP的帶凸緣版本可讓兩種版本的M1917左輪手槍可在不需要月型夾以下可靠地射擊。在1950年代後期和1960年代，柯爾特和史密斯威森M1917可以低廉的價格通過郵購公司購入。
M1917的軍事服役並沒有隨著第一次世界大戰而結束。1937年，巴西為他們的軍隊訂購了25,000把史密斯威森M1917。現已退役，剩餘的例子可以通過印在它們的握把側板上的大型巴西人波峰來標識。而它們有時被稱為M1937或巴西合同型M1917。巴西型號具有一個修改過的照門，大部分是配備了商業型風格的方格紋握把，雖然有些利用來自美國合同所遺留的平滑型握把。

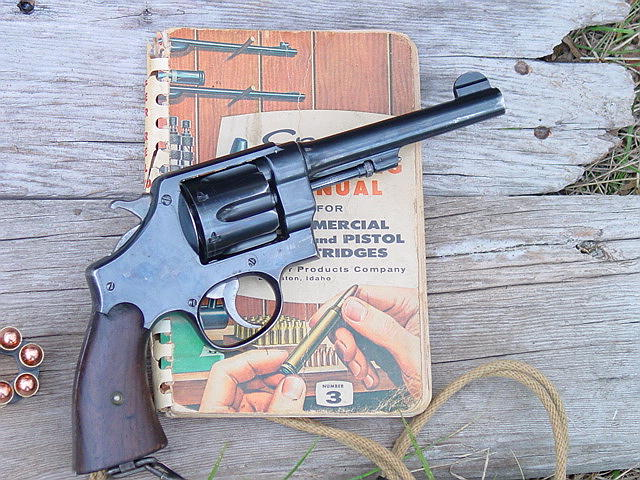
史密斯威森M1917和施佩爾重製子彈手冊

## 使用國
- 巴西
- 中華民國
  - 國民革命軍
- 德意志國
  - 德意志國防軍（繳獲使用，分別命名為“Revolver 661 (a)”及“Revolver 661 (b)”）
- 日本
  - 日本警察廳（戰後由美國供應）
- 菲律賓
- 英国
  - 英國陸軍
- 美国
  - 美国陆军
  - 美国海军陆战队
  - 美国军事援助越南司令部-研究观察团
- 南越
  - 越南共和國國軍

## 流行文化
M1917同時出現在多個电影、电视剧和电脑游戏裡，例如：

### 電影
- 1967年—《我倆沒有明天》：型號為柯爾特生產型，由邦妮·帕克（Bonnie Parker，飾演）、克萊德·巴羅（Clyde Barrow，飾演）、弗蘭克·哈默（Frank Hamer，丹佛·派爾）和巴克·巴羅（Buck Barrow，吉恩·哈克曼飾演）所使用。
- 1981年—：型號為史密斯威森生產的短槍管型（英语：Snubnosed revolver），由（哈里森·福特飾演）用作佩槍（英语：Side arm）。
- 1989年—《蝙蝠俠》：型號為史密斯威森生產型，由卡爾·格里索姆（Carl Grissom，飾演）所使用。
- 1999年—：型號為柯爾特生產型，由理查的戰友貝尼·加伯爾（Beni Gabor，凱文·J·奧康納飾演）、美國探險隊成員丹尼爾斯先生（Mr. Daniels，克里·約翰遜飾演，雙持）和監獄長（Prison Warden，歐米德·吉亞李利飾演）所使用。
- 2001年—《迷路的大軍》：型號為柯爾特生產型，由美國軍官，包括勒爾中尉（Lt. Leak，傑伊·羅丹飾演）所使用。
- 2014年—：型號為史密斯威森生產型，裝上定制有機玻璃“甜心”握把，由唐·「戰爸」·柯利爾上士（Sergeant Don "Wardaddy" Collier）用作佩槍（英语：Side arm），亦轉交給諾曼·「機器」·艾利森二等兵（Private Norman "Machine" Ellison）使用。
- 2019年—：為史密斯威森生產型，法蘭克·哈默（凱文·科斯特納飾演）購買的其中一枝槍械。

### 電視劇
- 1992年—：1992年3月4日第1季第2集「春假冒險」（Spring Break Adventure），型號為史密斯威森生產型，由弗蘭克·布雷迪（Det. Frank Brady，詹姆斯·漢里飾演）所使用，奇怪地會在1916年3月出現。

### 電子遊戲
- 2004年—：型號為柯爾特生產型，命名為「M1917左輪手槍」，以6發弹巢供彈。由醫護兵用作佩槍（英语：Side arm）。
- 2005年—：型號為史密斯威森生產型，由主角傑克·沃爾特、海軍陸戰隊中士山姆·卡特、斯蒂芬號船長赫斯特和塞巴斯蒂安·馬什所使用，奇怪地發射虛構的“.45 LR”口徑子彈、被視為[[麦格农子弹|麥格農左輪手槍和在入門篇中會在1916年出現。
- 2017年—《風起雲湧2：越南（英语：Rising Storm 2: Vietnam）》：型號為史密斯威森生產型，由南越軍陣營所使用。
- 2021年—《應徵入伍》：型號為史密斯威森生產型。

## 資料來源
1. ↑  Skelton, Skeeter. . Shooting Times Magazine (Peoria, IL: Primedia). June 1973: 30.
2. ↑  Pate, Charles W. . . Andrew Mowbray Incorporated. 1998: 75. ISBN 0-917218-75-2.
3. ↑  Trope, Mark. . Surplusrifle.com. March 1, 2008  [August 23, 2011]. （原始内容存档于2020-07-12）.

## 外部連結
- （英文）—Military, Security and Civilian Guns and Equipment— 
  - Colt Model 1917 Service Revolver （页面存档备份，存于）
  - Smith & Wesson Model 1917 Service Revolver （页面存档备份，存于）
- （英文）—Gun Digest－A Look at the U.S. Army .45 Model 1917 Revolver （页面存档备份，存于）
- （英文）—m1917 （页面存档备份，存于）
- （英文）—The Firearm Blog.com—M1917 Revolver: America’s Forgotten Handgun （页面存档备份，存于）
- （英文）—Gun & Ammo.com—
  - S&W Model 1917 （页面存档备份，存于）
  - “Lost Ark” S&W 1917 （页面存档备份，存于）
  - WWI Wheelgun: The S&W Model 1917 （页面存档备份，存于）
- （俄文）—Энциклопедия Вооружений－Colt Army M1917